# Gaslit
Gaslit è una miniserie televisiva statunitense in 8 episodi distribuita su Starz dal 24 aprile al 12 giugno 2022 con Sean Penn e Julia Roberts.
Si tratta dell'adattamento della prima stagione del podcast Slow Burn di Leon Neyfakh, basato sulle vicende storiche del Watergate del 1973, viste dal punto di vista dei cospiratori e soprattutto di Martha Mitchell (Julia Roberts), personaggio pubblico e moglie del Procuratore generale degli Stati Uniti d'America John Newton Mitchell (Sean Penn) che, con le sue interviste e dichiarazioni, ebbe un ruolo importante e rivelatore per l'opinione pubblica.